# Cantó de Niça-1
El cantó de Niça-1 és un cantó francès del departament dels Alps Marítims, situat al districte de Niça. Compta amb part del municipi de Niça.

## Municipis
- Niça (barris de Pòrt i Niça Vielha)

## Història
| Data d'elecció                           | Identitat    | Partit           | Qualitat |
| ---------------------------------------- | ------------ | ---------------- | -------- |
| 1964-1988                                | Raoul Bosio  | UDF, després RPR |          |
| 1988-2001                                | Gérard Bosio | UDF, després DL  |          |
| 2001-                                    | Marc Concas  | PS               |          |
| les dades anteriors no són pas conegudes |              |                  |          |
|                                          |              |                  |          |

| 1962 | 1968 | 1975 | 1982 | 1990 | 1999   | 2007   |
| ---- | ---- | ---- | ---- | ---- | ------ | ------ |
| -    | -    | -    | -    | -    | 17.175 | 17.774 |